# Деалу Виилор (Појана Лакулуј)
Деалу Виилор (рум. Dealu Viilor) насеље је у Румунији у округу Арђеш у општини Појана Лакулуј. Oпштина се налази на надморској висини од 394 m.

## Становништво
Према подацима из 2002. године у насељу је живело 459 становника, од којих су сви румунске националности.